# Bergbaumuseum des Kreises Altenkirchen

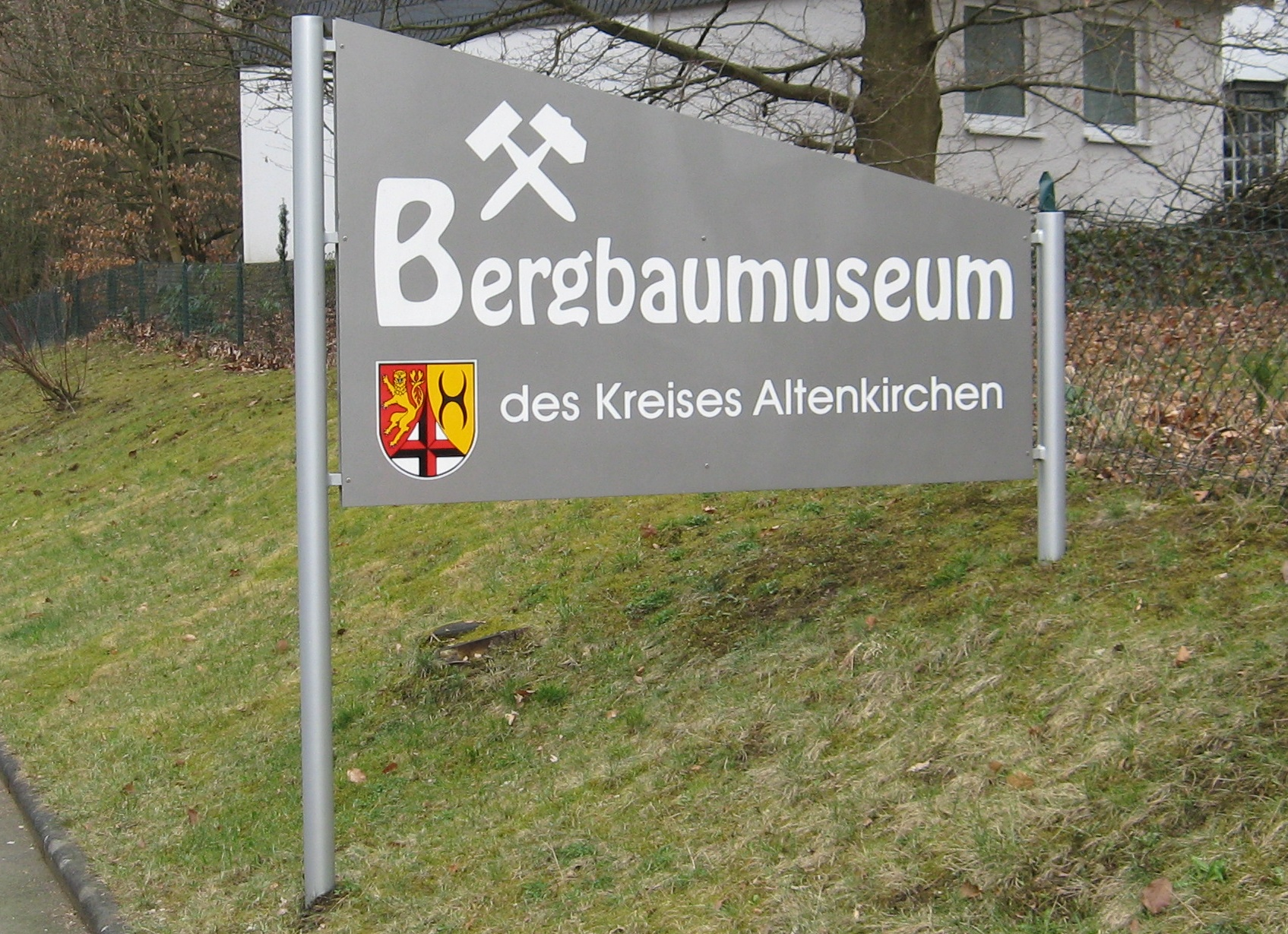
Bergbaumuseum des Kreises Altenkirchen

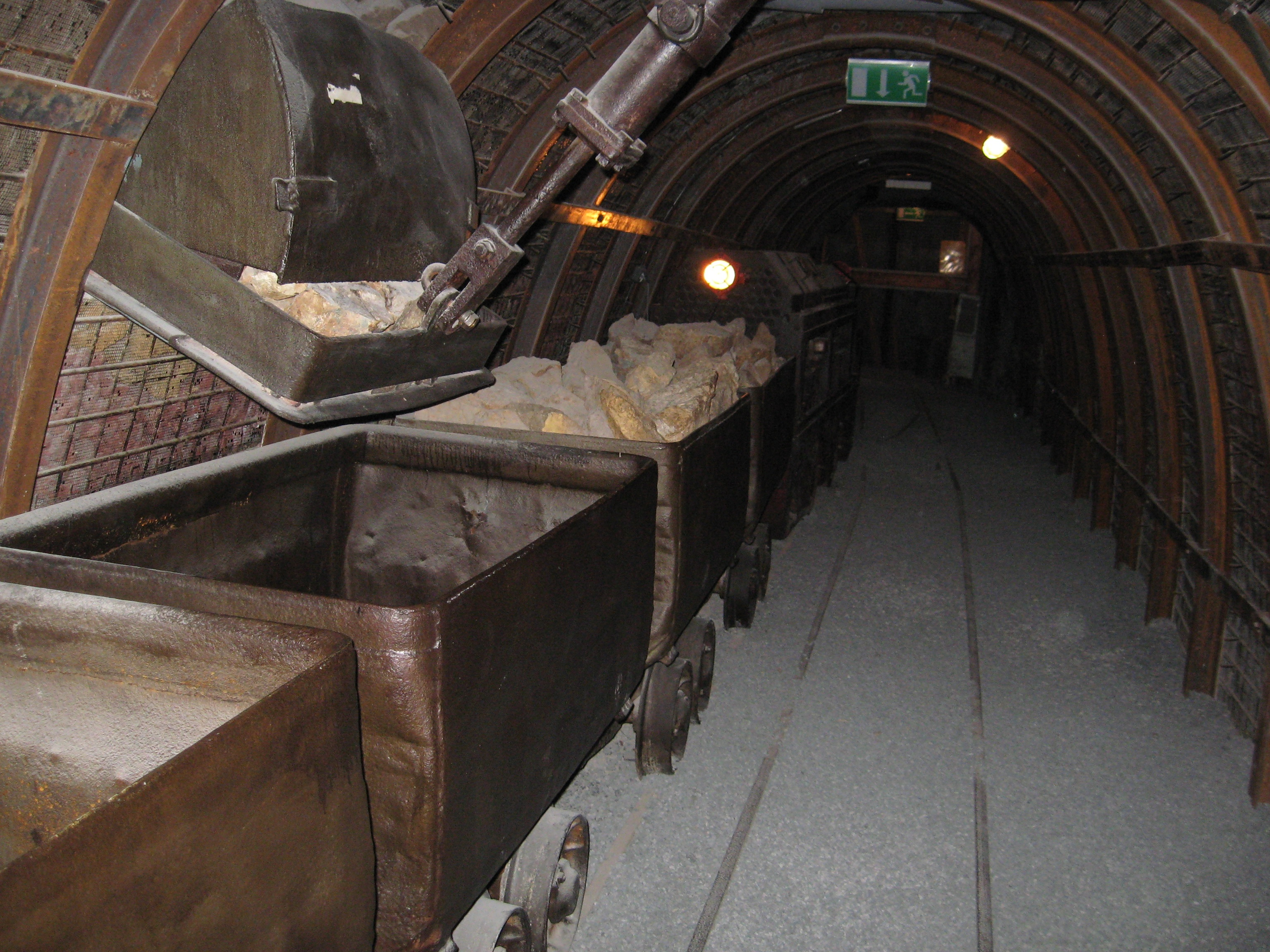
Schaubergwerk

Das Bergbaumuseum des Kreises Altenkirchen wurde 1986 im Herdorfer Stadtteil Sassenroth eingerichtet. Im Inneren des Museums zeigt eine interaktive Schaukarte die Standorte der verschiedenen Gruben und Hütten der Region. Ein umfangreiches Mineralienkabinett dokumentiert die geologische Formation der Siegener Schichten. Zusätzlich wird die Geschichte des Siegerländer Bergbaus umfangreich beschrieben.
Unterhalb des Eingangsbereichs ist das eigentliche Schaubergwerk eingerichtet. Hier wird die Arbeitswelt der Bergleute vorgestellt. In den Außenanlagen sind ein etwa 15 Meter hohes Fördergerüst sowie einige Großgeräte des Siemens-Martin-Stahlwerks der Charlottenhütte ausgestellt.
Das Bergbaumuseum Sassenroth bietet museumspädagogische Führungen für Schulklassen an. Dabei wird unter anderem auch eine „Schatzsuche“ in der im benachbarten Wald gelegenen Halde einer alten Grube angeboten.
Das Bergbaumuseum des Kreises Altenkirchen ist Geo-Informationszentrum des Nationalen Geoparks Westerwald-Lahn-Taunus.